# Amorphophallus mossambicensis
Amorphophallus mossambicensis är en kallaväxtart som först beskrevs av Heinrich Wilhelm Schott och Christian August Friedrich Garcke, och fick sitt nu gällande namn av Nicholas Edward Brown. Amorphophallus mossambicensis ingår i släktet Amorphophallus och familjen kallaväxter. Inga underarter finns listade.